# Objaw Hammana
Objaw Hammana (właściwie objaw Laenneca-Müllera-von Bergmanna-Hammana) – objaw odmy śródpiersiowej, którego nazwa jest nieprawidłowo wiązana wyłącznie z Louisem Virgilem Hammanem. Polega on na obecności w przypadku odmy śródpiersiowej chrupiących dźwięków w śródpiersiu słyszalnych przy skurczu i rozkurczu serca. Objaw ten najbardziej wyraźny jest w ułożeniu pacjenta na lewym boku.